# Eduardo Dargent
Eduardo Hernando Dargent Bocanegra (Lima, 1974) es un politólogo peruano. Estudió Derecho en la Pontificia Universidad Católica del Perú. Tiene  un  máster en filosofía política de la Universidad de York, Reino Unido y Doctor en Ciencia Política por la Universidad de Texas. Su labor como investigador se enfoca principalmente en el estudio de regímenes políticos de América Latina, democracia, reformas políticas, capacidad estatal  y burocracia. Actualmente se desempeña como profesor de la Pontificia Universidad Católica del Perú y director de la Dirección Académica del Profesorado (DAP) de la misma universidadhasta junio del 2024 . En 2024 se afilió al proyecto político Lo Justo.

## Biografía
Es hijo de Eduardo Carlos Dargent Chamot, historiador peruano, y Leticia Bocanegra Arango. Asimismo, es sobrino de Carlos Dargent Chamot. Actualmente se encuentra casado con la politóloga Paula Muñoz, destacada politóloga con la que ha realizado investigaciones conjuntas. Se ha desempeñado como columnista del diario El Comercio entre 2019 y 2021.

### Aportes académicos
Dargent ha contribuido al entendimiento conceptual y metodológico del Estado peruano como ámbito de estudio. Resaltan sus trabajos como “El Estado en el Perú. Una agenda de investigación” (2012), en el que proporciona una agenda de temas y aspectos a investigar con relación al Estado peruano, así como recomendaciones para su estudio. Del mismo modo, destacan sus contribuciones en el ámbito de la política comparada sobre la relación entre el Estado y la democracia en América Latina. 
Respecto a los académicos que han resaltado su labor se encuentra Steven Levitsky, quien considera el trabajo de Dargent como una “gran contribución a la investigación comparativa de reforma del Estado y diseño de políticas”.
Entre las principales aportaciones se encuentra el análisis de la importancia que tienen las condiciones internas de las propias entidades estatales para explicar su autonomía. En su libro "Technocracy and Democracy  in Latin America: The Experts Running Government", el autor supera el enfoque tradicional sobre la autonomía burocrática, que se basaba principalmente en factores externos. Otro aporte relevante es el esclarecimiento de aspectos clave sobre cómo se resuelven los problemas en el Perú. El autor llega a la conclusión de que el verdadero desafío del Perú no es tanto el cambio normativo, sino el cumplimiento de la ley y el fortalecimiento de la capacidad de los organismos estatales.

## Premios y reconocimientos
En los años 2014 y 2016, por su destacada labor en la investigación, fue honrado con el Reconocimiento a la Investigación (RI)otorgado anualmente a los docentes de la Pontificia Universidad Católica del Perú que han demostrado una notable producción académica. Estos logros subrayan su destacada trayectoria como un referente en la investigación de la Ciencia Política.
Otros reconocimientos y premiaciones son detallados por el Concytec: 
| Distinción                                                    | Descripción                                                                         | País           | Fecha premiación |
| Reconocimiento a la Investigación                             | Premio otorgado anualmente a docentes de la PUCP con alta producción académica.     | Perú           | Junio 2016       |
| Reconocimiento a la Investigación                             | Premio otorgado anualmente a los docentes de la PUCP con alta producción académica. | Perú           | Junio 2014       |
| University Continuing Fellowship                              | Beca para estudios doctorales.                                                      | Estados Unidos | Enero 2010       |
| Malcolm Macdonald Dissertation Fellowship                     | Beca para investigación de tesis doctoral.                                          | Estados Unidos | Enero 2009       |
| Malcolm Macdonald Dissertation Fellowship                     | Beca para investigación de tesis doctoral.                                          | Estados Unidos | Enero 2007       |
| Short Project Award. Title: Islas de Eficiencia y Reforma del Estado: Economía y Salud 1990-2008                                                              | Fondo para desarrollo de proyecto de investigación.                                 | Perú           | Enero 2007       |
| Liberal Arts Research Award                                   | Fondo para desarrollo de proyecto de investigación.                                 | Estados Unidos | Enero 2007       |
| Center for Latin American Social Policy Summer Research Award | Fondo para desarrollo de proyecto de investigación.                                 | Estados Unidos | Enero 2005       |
| Reconocimiento a la Investigación                             | Premio otorgado anualmente a docentes de la PUCP con alta producción académica      | Perú           | Septiembre 2017  |

## Obras
Dargent ha escrito y editado diversas publicaciones. Entre las más destacadas se encuentra “Technocracy and Democracy  in Latin America: The Experts Running Government” publicado por Cambridge University Press en el 2015. Este libro constituye una contribución significativa a los estudios sobre administración pública pues se centra en la situación de la tecnocracia en diversos ámbitos del sector público en América Latina. Dargent realiza comparaciones detalladas de casos de sectores de salud y economía en Perú y Colombia, con el objetivo de explicar la fuente de poder de los tecnócratas en la región. El libro matiza las teorías que aluden a la influencia externa sobre las tecnocracias. Dado que, algunos autores postulan que los políticos otorgan poder, otros confieren más importancia a la influencia de actores socioeconómicos. Dargent propone que los tecnócratas tienen y pueden mantener su poder por dos tipos de factores “la política de políticas” y los “aspectos técnicos de la política”. En relación con los primeros, argumenta que el potencial costo de una mala actuación técnica desincentiva la intervención, y la constelación de actores con intereses en un sector político podría considerar estratégicamente óptimo no interferir. En cuanto a los aspectos técnicos, señala que la complejidad técnica de la institución la vuelve menos comprensible para los políticos, y destaca la posibilidad de un consenso entre la comunidad epistémica sobre las decisiones técnicas de la tecnocracia. Dargent mencionó que este libro nace como desarrollo del trabajo que recoge en su tesis de doctorado realizado en la Universidad de Texas en Austin. Sobre la obra, Carlos Alza Barco resalta que:  
Quizá el mayor aporte del libro es poner en blanco y negro lo que hasta ahora resultaba especulación en la literatura nacional y, ciertamente, latinoamericana: que los tecnócratas tienen poderes relativos basados en su expertise, su conocimiento, y que su presencia no los excusa del proceso político para darle viabilidad a sus decisiones. Por el contrario, en algunos casos su peso es radicalmente relevante frente al de los políticos. Un texto de imprescindible lectura para despejar prejuicios, evitar especulaciones y comprender mejor las burocracias siempre políticas de nuestro continente. 
En 2018, Dargent junto con Gabriela Lotta, José Antonio Mejía y Gilberto Moncada editó el libro “¿A quién le importa saber? La economía política de la capacidad estadística en América Latina” publicado por el Banco Interamericano de Desarrollo. Este trabajo destaca el valor que tienen las entidades públicas poco estudiadas pero esenciales para la democracia: las Oficinas Nacionales de Estadística (ONE). Estas entidades públicas proveen información clave para el diseño y evaluación de políticas públicas y la toma de decisiones en general. El libro es la culminación de una investigación comparativa que busca entender los factores que inciden en la capacidad de las ONE en América Latina. Los autores concluyen que el fomento de la modernización de las ONE por medio de reformas institucionales resulta valorable.  
Un aspecto interesante del estudio es que se precisan mecanismos para establecer formas de protección informal y posibles fuentes para lograr ese fortalecimiento institucional. Así, en estas páginas se señalan tres oportunidades para los encargados de las reformas: la generación de demanda tanto estatal como de la sociedad civil; la relevancia del contexto y la cooperación internacional, y la comprensión de que estos procesos forman parte de una dinámica al interior del Estado, la cual requiere buscar aliados y explotar oportunidades   

-Eduardo Dargent et al.  
 

Otra publicación destacada de Dargent es "El páramo reformista".de la serie Zumbayllu del Fondo editorial de la PUCP en el año 2021. Este trabajo explora la posibilidad de reformar el Estado peruano y cuán dificultosa resulta. Dargent ilustra la situación política compleja en la que se encuentra el Perú para realizar reformas partiendo de una metáfora propuesta por Mario Montalbetti: el barril es la cuestión a atender, no las manzanas podridas que contiene Entre las circunstancias que impiden las reformas, sostiene que existen tres grupos que se oponen a los intentos de cambio. Primero, los conservadores, quienes desean mantener un statu quo; segundo, los libertarios criollos, cuyo discurso aboga por evitar la intervención estatal que condicionan las reformas; tercero, los izquierdistas dogmáticos, que tienen la invención de llegar al poder para realizar las reformas con sus propios principios. Al respecto Juan García León destaca lo siguiente: 
Dargent nos muestra que lo hace tan complicado, dimensiona como es que se pueden atacar el barril y quienes pueden. Da en poco más de 100 páginas un incalculable paso para saber a qué nos enfrentamos. No es un libro de recetas reformistas, es un libro que nos muestra una realidad, una realidad nada grata.
Otras producciones destacadas de Eduardo Dargent son las siguientes:
- “Choque de Poderes y Degradación Institucional: Cambio de Sistema sin Cambio de Reglas en el Perú (2016-2022)”,[16] publicada por la revista Política y Gobierno en el 2022.
- The Limits of Neoliberal Policy Feedback: Private Pension Fund Reforms in Peru (2014–2021),[17] publicada por la revista Journal of Politics in Latin America en 2022.
- “Perú 2020: ¿El quiebre de la continuidad?”,[18] publicada por la revista de Ciencia Política en 2021.
- “Technocracy in Latin America”, capítulo del libro “The Technocratic Challenge to Democracy”[19] publicado por Routledge en 2020.
- El capítulo “Importando Dinamarca por Decreto” en colaboración con Paula Muñoz para el libro “Repensando las Reglas de Juego”[20] publicado por  Fondo Editorial Universidad del Pacífico en 2018.
- El capítulo “Capacidad Estatal y Fuerzas Sociales: Explorando una Relación Compleja” en colaboración con Madai Urteaga para el libro “Incertidumbres y Distancias: El Controvertido Protagonismo del Estado en el Perú” en 2016.
- “El Perú en la política comparada : temas de estudio”,[21] capítulo del libro “La iniciación de la política El Perú político en perspectiva comparada” editado por Alberto Vergara y Carlos Meléndez en 2014.
- “Demócratas Precarios: Élites e Inestabilidad Democrática en el Perú y América Latina”[22] publicado por el Instituto de Estudios Peruanos en 2009.